# Hydrovatus noumeni
Hydrovatus noumeni är en skalbaggsart som beskrevs av Bilardo och Rocchi 1990. Hydrovatus noumeni ingår i släktet Hydrovatus och familjen dykare. Inga underarter finns listade i Catalogue of Life.